# 亞洲胡狼
亞洲胡狼（学名：Canis aureus），又名金豺，是歐洲東南部及南亞至緬甸特有的一種胡狼。牠們最大型的胡狼，唯一生活在非洲以外的地方，其下共有7個已知的亞種。雖然與其他胡狼分類在一起，但牠們其實並非近親，根據基因分析顯示灰狼及郊狼才是其近親。亞洲胡狼的頭顱骨亦與灰狼及郊狼的很相似。传统分类认为亚洲胡狼在非洲也有分布，但新的研究将这些地区的“亚洲胡狼”归入一个新的物种：金狼。
亞洲胡狼曾被認為是家犬的直接祖先，但由於牠們很少與狗接觸，而且有不同的叫聲，故此理論被推翻。

## 特徵
亞洲胡狼的毛很短及粗糙，一般都是黃色至淡金色，毛端褐色，毛色會隨季節及區域而有所不同。例如在坦桑尼亞北部的塞倫蓋提（Serengeti），雨季時亞洲胡狼的毛色就是褐灰黃色，旱季時就是淡金色。生活在山區的亞洲胡狼毛色較為灰色。
亞洲胡狼長70-105厘米，尾巴長25厘米，肩高約38-50厘米。平均重7-15公斤，雄狼較雌狼重15%。面上、肛門及生殖部位有臭腺。雌狼有4-8個乳房。上下顎各有3隻門齒、1隻犬齒及4隻前臼齒，上顎有2隻臼齒，而下顎則有3隻。
不同地區的亞洲胡狼外表可以有很大分別。在北非的亞洲胡狼的裂牙較中東的大及長。摩洛哥的較埃及的淡色及吻尖。

## 示愛及繁殖
亞洲胡狼完全是一夫一妻制的。在很多亞洲胡狼的家庭中，會有一或兩隻成年的幫手。牠們都是已達至性成熟，但仍然留在父母身邊未繁殖的亞洲胡狼，會幫手照顧其弟弟妹妹。
亞洲胡狼的繁殖期會視乎地區而有所不同。在東非，幼狼會於1月-2月間出生；在南歐，繁殖期是在4月-5月；在亞洲熱帶，牠們不會按季節而繁殖。在塞倫蓋提的亞洲胡狼會在旱季末示愛，並於雨季期間產子。經過63日的妊娠期，幼狼會在巢穴中出生。每胎約有2-4隻幼狼，到了50-90日大就會斷奶。初出生的幼狼重200-250克，約10日就會打開眼睛。幼狼先喝奶，3個月後就會吃固體食物。11個月大就達至性成熟。

## 生態

### 食性及捕獵
亞洲胡狼是雜食性的，且是機會主義者，牠們的食物中有54%是動物及46%植物。牠們很能獵殺小至中等的獵物，如兔、齧齒目、鳥類、昆蟲、魚類及猴子。牠們利用敏銳的聽覺來確認躲在草叢的獵物。牠們曾獵殺比牠們大4-5倍的有蹄類。在塞倫蓋提，牠們是瞪羚的天敵。在印度，牠們經常會獵殺幼黑羚。雖然亞洲胡狼很多時都是獨自行動的，但有時也會以小群（2-5隻）一同獵食。在印度的收割季節，牠們會轉而吃果實。
亞洲胡狼有機會時也會吃腐肉，會從其他食肉目，如獅子及虎中偷走食物。5-18隻一群的亞洲胡狼會吃大型有蹄類的屍體。在印度及孟加拉某些地區的亞洲胡狼主要是吃腐肉及垃圾。

### 種間掠食
在以色列與亞洲胡狼一樣普遍的掠食者有赤狐，不過牠們的食性可是完全一致的，故此牠們之間存在著直接的競爭。赤狐很多時會避開亞洲胡狼的氣味。在亞洲胡狼非常豐富的地方，赤狐的數大幅下降，原因是牠們之間的競爭。在印度，亞洲胡狼會霸佔孟加拉狐的巢穴。
相反，亞洲胡狼卻受較大隻的灰狼所驅趕。灰狼在其領域內很難忍受亞洲胡狼的存在，牠們會快速走近及假裝追逐亞洲胡狼。但是也有亞洲胡狼在偷吃灰狼的獵物而沒有受到攻擊。

## 與人類關係
以色列於1954年通過法例保護包括亞洲胡狼在內的17種當地的食肉目。牠們受到保護的原因是在毒殺牠們時，同時災難性的殺死了其他食肉目。於1979年，亞洲胡狼殺死了兩個小孩。

### 神话传说与文学作品

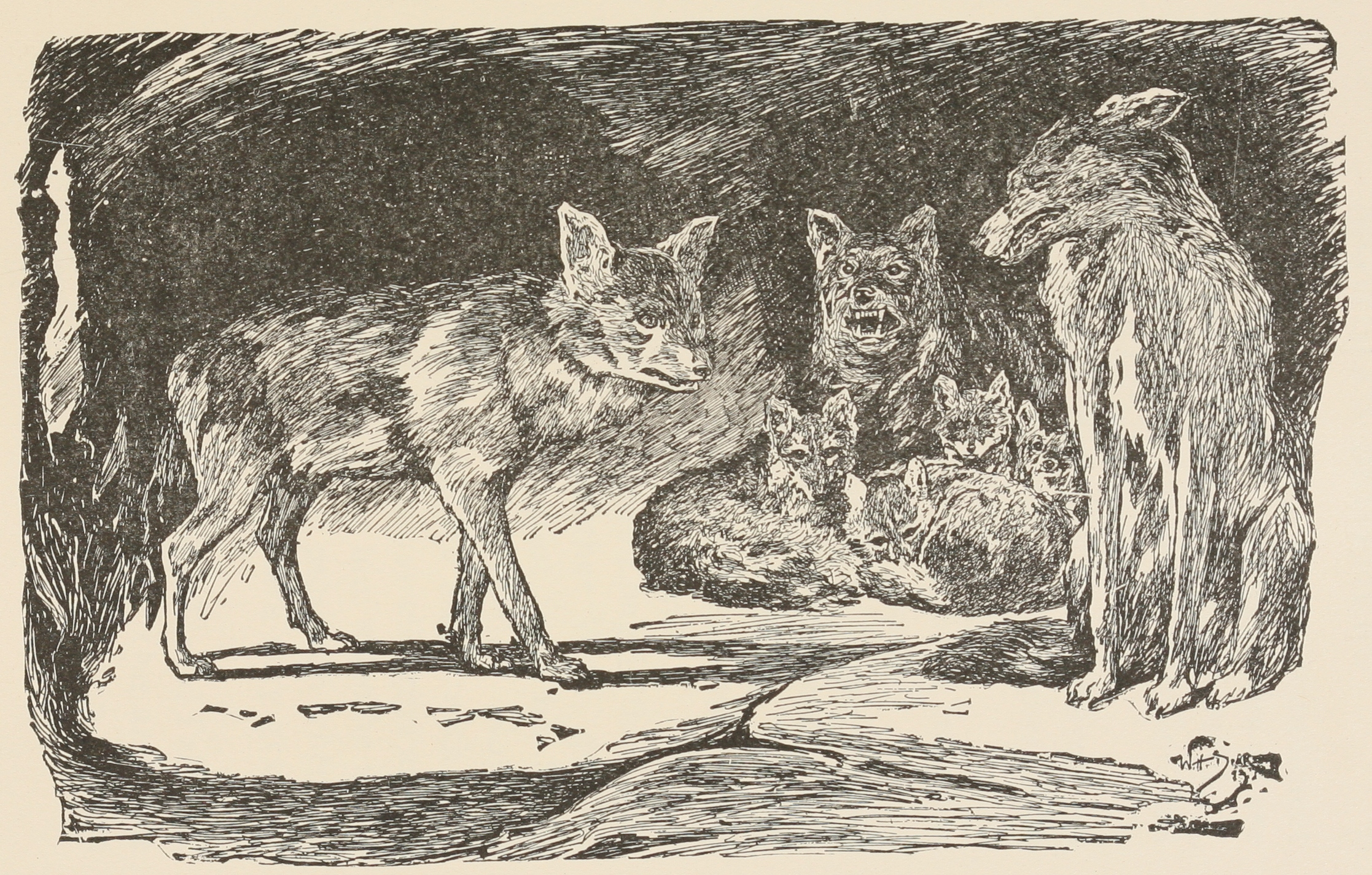
塔巴基（左）折磨着狼神父和他的家人，来源于鲁德亚德·吉卜林所著《丛林奇谭》1895年版中的插图。

亚洲胡狼在《本生经》和《五卷书》中被描繪为聰明而狡猾的生物。古印度史诗《摩诃婆罗多》中，一只狡猾的胡狼让它的朋友老虎、狼、猫鼬和老鼠互相反目，以独享一只瞪羚。在佛教神话中，狡猾是亚洲胡狼的代名词。这和欧洲神话中的狐狸相似。

### 獵食家畜
在保加利亞南部，於1982年至1987年間，共有1053隻家畜被亞洲胡狼殺死，包括羊及一些鹿。在以色列戈蘭高地，約1.5-1.9%的小牛是死於被掠食，主要掠食者正是亞洲胡狼。這樣大量的食物相信就是亞洲胡狼數量急遽上升的原因。雖然如此，但亞洲胡狼所造成的破壞比狼所造成的只屬少數。

### 皮毛贸易
在俄罗斯和其他前苏联国家，金豺的皮毛被认为是质量低劣的，因为它们的皮毛稀疏、粗糙且颜色单调。二十世纪三十年代早期，20000-25000只亚洲胡狼在苏联被捕杀，它们的皮毛被出口到了世界各地。

### 與狗混種
在俄羅斯，為了合併亞洲胡狼敏銳的嗅覺與西伯利亞雪橇犬忍耐低溫的能力，於是出現了牠們的混種。這個混種可以在低至-70℃及高至40℃的環境下工作，牠們體型細小，且可以在侷限的環境中工作。

## 保育狀況
亞洲胡狼的數量很多，且沒有威脅，故被列為無危。